# Heyman Voicht van Oudheusden
Heyman Voicht van Oudheusden (Oudheusden ca. 1540 - 's-Hertogenbosch 1621) was jurist uit 's-Hertogenbosch. Hij was advocaat-fiscaal bij het bisschoppelijk gerechtshof van de stad.
Zijn vader, Christiaen (of Corstiaen) Heyman Aerts Voicht (1506-1573/74) was schepen van de stad Heusden (vestingstad) en hoogdijkheemraad van het Land van Heusden. Zijn moeder heette Ariaentken of Adriana Jacobsdochter van Veen. Uit het huwelijk werden ook Job, Aert en Margaretha geboren. Het is niet duidelijk in welke volgorde. Samen met zijn broer Aert studeerde Heyman aan de Universiteit Leuven. Mogelijk hebben de broers aan de Latijnse school van 's-Hertogenbosch gestudeerd, waar ook Desiderius Erasmus en Gerard Mercator onderwijs genoten.
Voicht van Oudheusden was als jurist aan het bisschoppelijk gerechtshofd getuige van het Schermersoproer. Hij schreef de gebeurtenissen op. Het stadsbestuur, na het oproer weer katholiek gezind, waren erg te spreken over zijn verhandeling. Ze boden hem 25 Goudgulden aan om het traktaat van het Latijn naar de volkstaal te transcriberen.

## Bijzonderheden
- Bij het Eindexamen geschiedenis van 2022 (oud programma) wordt een stuk van het traktaat van Voicht van Oudheusden als bron gebruikt.[6] De kandidaten moesten op basis van de bron de gebeurtenissen toelichten door uit te leggen dat de Bossche calvinisten reageren op de Spaanse verovering van Maastricht en aantonen dat de Nederlandse Opstand niet alleen tegen het Spaanse gezag was gericht.
- Het traktaat van Voicht van Oudheusden is in 2008 opnieuw uitgegeven,

- Virtual International Authority File: 290300963